# La Brigade en jupons
Pour plus de détails, voir Fiche technique et Distribution.
La Brigade des jupons est un film français réalisé par Jean de Limur, sorti en 1936.

## Fiche technique
- Titre : La Brigade des jupons
- Réalisation : Jean de Limur
- Scénario : E. Raymond
- Dialogues : Jean de Létraz
- Photographie : Victor Arménise et Charlie Bauer
- Décors : Guy de Gastyne
- Musique : Jean Lenoir
- Montage : Jean Oser
- Société de production : Flora Films
- Pays d'origine :  France
- Genre : Comédie
- Durée : 82 minutes
- Date de sortie : France, 9 juillet 1936

## Distribution
- Paulette Dubost : Paulette
- Raymond Cordy : Casimir
- Suzanne Dehelly : Frédérique
- Guy Sloux : Anatole
- Félix Oudart : le commissaire
- Jeanne Helbling : Irène
- Gina Manès : la droguée
- Jacques Erwin : M. Villette
- Andrex
- Mady Berry : la concierge
- Pitouto : le chauffeur
- Teddy Michaud